# Lycosa boninensis
Lycosa boninensis är en spindelart som beskrevs av Tanaka 1989. Lycosa boninensis ingår i släktet Lycosa och familjen vargspindlar. Inga underarter finns listade i Catalogue of Life.